# Christoph Neuberger

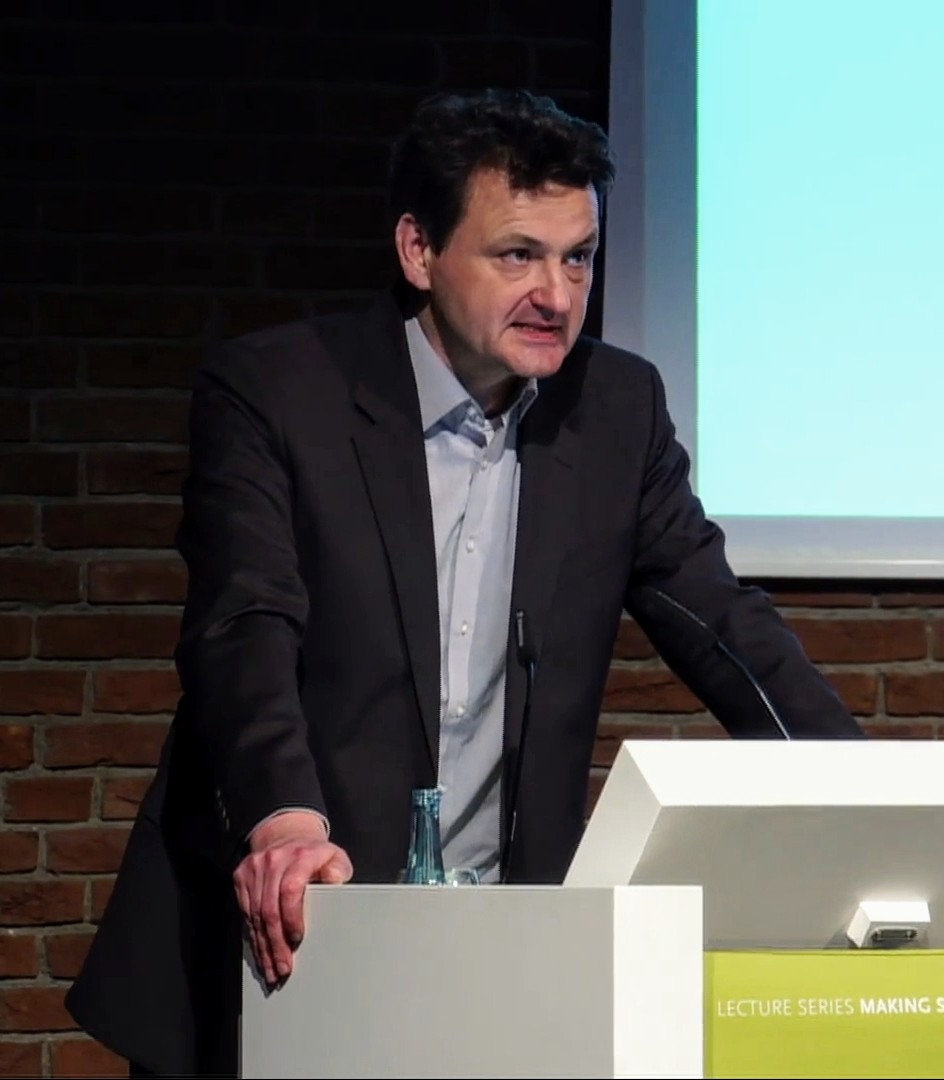
Christoph Neuberger (2018)

Christoph Neuberger (* 1964 in Stuttgart) ist ein deutscher Kommunikationswissenschaftler, Professor am Institut für Publizistik- und Kommunikationswissenschaft der Freien Universität Berlin sowie wissenschaftlicher Geschäftsführer und Direktor des Weizenbaum-Instituts für die vernetzte Gesellschaft. Sein Forschungsschwerpunkt ist der digitale Wandel von Medien, Öffentlichkeit und Journalismus.

## Werdegang
Von 1985 bis 1990 studierte Christoph Neuberger Journalistik, Politikwissenschaft, Soziologie und Philosophie in Eichstätt und Tübingen. Er wurde 1995 mit einer Arbeit über Journalismus als Problembearbeitung promoviert.
2001 habilitierte er sich über Journalismus im Internet. Ab 1990 war er wissenschaftlicher Mitarbeiter und Assistent am Diplomstudiengang Journalistik der Katholischen Universität Eichstätt-Ingolstadt. 2001/2002 vertrat er die Professur für Journalistik an der Universität Leipzig.
Von 2002 bis 2011 lehrte Christoph Neuberger als Professor an der Universität Münster. Er ist Mitglied der DGPuK und der ICA.
Von 2011 bis 2019 war Christoph Neuberger Inhaber eines Lehrstuhls für Kommunikationswissenschaft an der Ludwig-Maximilians-Universität München. 2016 erhielt er den Schelling-Preis der Bayerischen Akademie der Wissenschaften, zu deren Mitglied er 2017 ernannt wurde. 2017 wurde er in die Deutsche Akademie der Technikwissenschaften gewählt.
Seit Oktober 2019 ist Neuberger Professor für Publizistik- und Kommunikationswissenschaft mit dem Schwerpunkt Digitalisierung und Partizipation an der Freien Universität Berlin. Diese Professur ist zugleich verbunden mit der Position eines Direktors am Weizenbaum-Institut für die vernetzte Gesellschaft.